# Михеєвська сільська рада (Сєверний район)
Михе́євська сільська рада (рос. Михеевский сельский совет) — сільське поселення у складі Сєверного району Оренбурзької області Росії.
Адміністративний центр — присілок Ремчугово.

## Історія
2013 року була ліквідована Стародомосейкінська сільська рада (село Стародомосейкіно, селища Куликовка, нова Самара), територія увійшла до складу Міхеєвської сільради.

## Населення
Населення — 301 особа (2019; 447 в 2010, 689 у 2002).

## Склад
До складу сільської ради входять:
| Населений пункт        | Населення, осіб (2002) | Населення, осіб (2010) |
| ---------------------- | ---------------------- | ---------------------- |
| Красний Холм, селище   | 8                      | 3                      |
| Куликовка, селище      | 3                      | 0                      |
| Медведка, селище       | 22                     | 4                      |
| Михеєвка, присілок     | 116                    | 70                     |
| Нова Самара, селище    | 4                      | 0                      |
| Новополтавка, селище   | 9                      | 4                      |
| Ремчугово, присілок    | 171                    | 134                    |
| Стародомосейкіно, село | 356                    | 232                    |